# 国際地質科学ジオパーク計画
国際地質科学ジオパーク計画（こくさいちしつかがくジオパークけいかく、International Geoscience and Geoparks Programme、IGGP）は、共同研究や会合、ワークショップを通じて、国際的な地質科学研究を促進するための計画。
ユネスコと国際地質科学連合（IUGS）の協同事業である国際地質科学計画と、ユネスコ世界ジオパークの2つの活動を通じて実行される。

## 解説
1972年に国際地質対比計画（International Geological Correlation Programme、IGCP）として設立された。
2003年には、名称が地質科学国際研究計画（国際地質科学計画、International Geoscience Programme）に変更されたが、略称のIGCPはそのまま受け継がれた。
また、2015年11月には、「世界ジオパーク」が「ユネスコ世界ジオパーク」として、ユネスコで正式に事業化されるのに合わせて、IGCPは現在の「国際地球科学ジオパーク計画」に名称が変更され、「ユネスコ世界ジオパーク」はIGGPの一事業として実施されている。